# Яценевич, Виктор Антонович
Ви́ктор Анто́нович Яцене́вич (18 мая 1924 года — 5 июля 1943 года) — участник Великой Отечественной войны, телефонист роты связи 156-го стрелкового полка 16-й стрелковой дивизии 48-й армии Центрального фронта, Герой Советского Союза, красноармеец. Член ВЛКСМ.

## Биография
Родился 18 мая 1924 года в Ленинграде в семье рабочего. По национальности литовец. Окончил среднюю школу и ремесленное училище.
В 1942 году призван в ряды Красной Армии.
На фронтах Великой Отечественной войны с 13 мая 1943 года. 25 июня 1943 года подразделение 156-го стрелкового полка 16-й Литовской стрелковой дивизии вело разведку боем у деревни Никитовка (ныне — Свердловского района). Начальник направления связи красноармеец Яценевич на протяжении всего боя под обстрелом противника исправлял многочисленные повреждения линии, чем обеспечил бесперебойную связь и управление боем.
Красноармеец Яценевич особо отличился во время боя 5 июля 1943 года у деревни Семидворики в Орловской области, где держала оборону 190-я отдельная штрафрота, приданная для усиления 156-му стрелковому полку 16-й Литовской стрелковой дивизии (48-я армия, Центральный фронт).
По свидетельству разведчика Шалома Лейбовича Скопаса, в районе Семидвориков штрафники стояли с обеих сторон — с советской и с немецкой. Ширина нейтральной полосы составляла не более 70 метров. Когда ранним утром 5 июля началась операция «Цитадель», немцы без выстрелов преодолели нейтральную полосу и быстро перебили всех советских штрафников в землянках. На своём боевом посту в блиндаже наблюдательного пункта был только 19-летний полковой связист красноармеец Виктор Яценевич. Сообщив на КП полка о немецком прорыве, он вступил в бой, открыв огонь по врагу.
Когда Семидворики были отбиты советскими войсками, в блиндаже НП были обнаружены останки зверски замученного Яценевича.
Указом Президиума Верховного Совета СССР от 4 июня 1944 года Яценевичу Виктору Антоновичу посмертно присвоено звание Героя Советского Союза. Из представления к званию «Герой Советского Союза»:

После того, как нашими войсками немецкие войска были выбиты из деревни Семидворики, нашими бойцами было найдено изуродованное тело ЯЦЕНЕВИЧА, повешенное на телефонном проводе в блиндаже за балку.
Как было установлено, немецкие изверги подвергли ЯЦЕНЕВИЧА зверским пыткам: кололи ему руки, ноги, тело, оторвали руку (левую) и всю кисть правой руки искололи. Разрезали живот, вырезали половые органы и отрубили ноги. Все эти зверства гитлеровские бандиты проводили на костре.

Т. ЯЦЕНЕВИЧ, несмотря на пытки, остался верным воинской присяге и выполнил свой долг перед Родиной, гитлеровские бандиты не добились никаких сведений.
Похоронен в деревне Панская Глазуновского района Орловской области.

## Награды и звания
- Герой Советского Союза (4 июня 1944, посмертно)
- орден Ленина (4 июня 1944, посмертно)

## Память
- В посёлке городского типа Глазуновка Орловской области установлен бюст Героя.